# Церковь Богоявления Господня (Суходол)
Церковь Богоявления Господня — утраченная православная церковь в селе Суходол Ульяновской области.

## История
Первая церковь в Суходоле была построена в начале XVIII века в честь св. Петра и Павла, поэтому село стало называться Петропавловское. В 1788 году, на средства прихожан, была построена новая деревянная церковь с тем же престолом .
В 1882 году, на средства прихожан (было собрано 20000 рублей серебром), была построена каменная Богоявленская церковь. Она была трёхпрестольная: во имя Богоявления Господня, св. Петра и Павла, св. Николая Чудотворца. 28 декабря 1882 года был освящён престол в честь апостолов Петра и Павла, 29 декабря 1882 года освящён престол в честь Николая Чудотворца, а 30 июня 1883 года, после окончания работ по установке икон в иконостас главного престола, был освящён престол Богоявления Господня. Старая деревянная Петропавловская церковь была разобрана и использована для отопления вновь отстроенного храма.
В 1934 году, решением общего собрания граждан, имеющих право голоса, храм во имя Богоявления Господня был закрыт и в дальнейшем непродолжительное время использовался как зернохранилище (зерно портилось в неприспособленном помещении). Данные по голосованию во многом были сфальсифицированы, на собрание не были приглашены верующие, в основном подписи в бюллетенях ставились комсомольцами. После 1955 года церковь была разрушена.

## Духовенство
- псаломщиком и диаконом служил Иван Иванович Виноградов (с 1909 до 1914, затем вторым священником в Богоявленском храме села Старая Майна)[5].

## Галерея

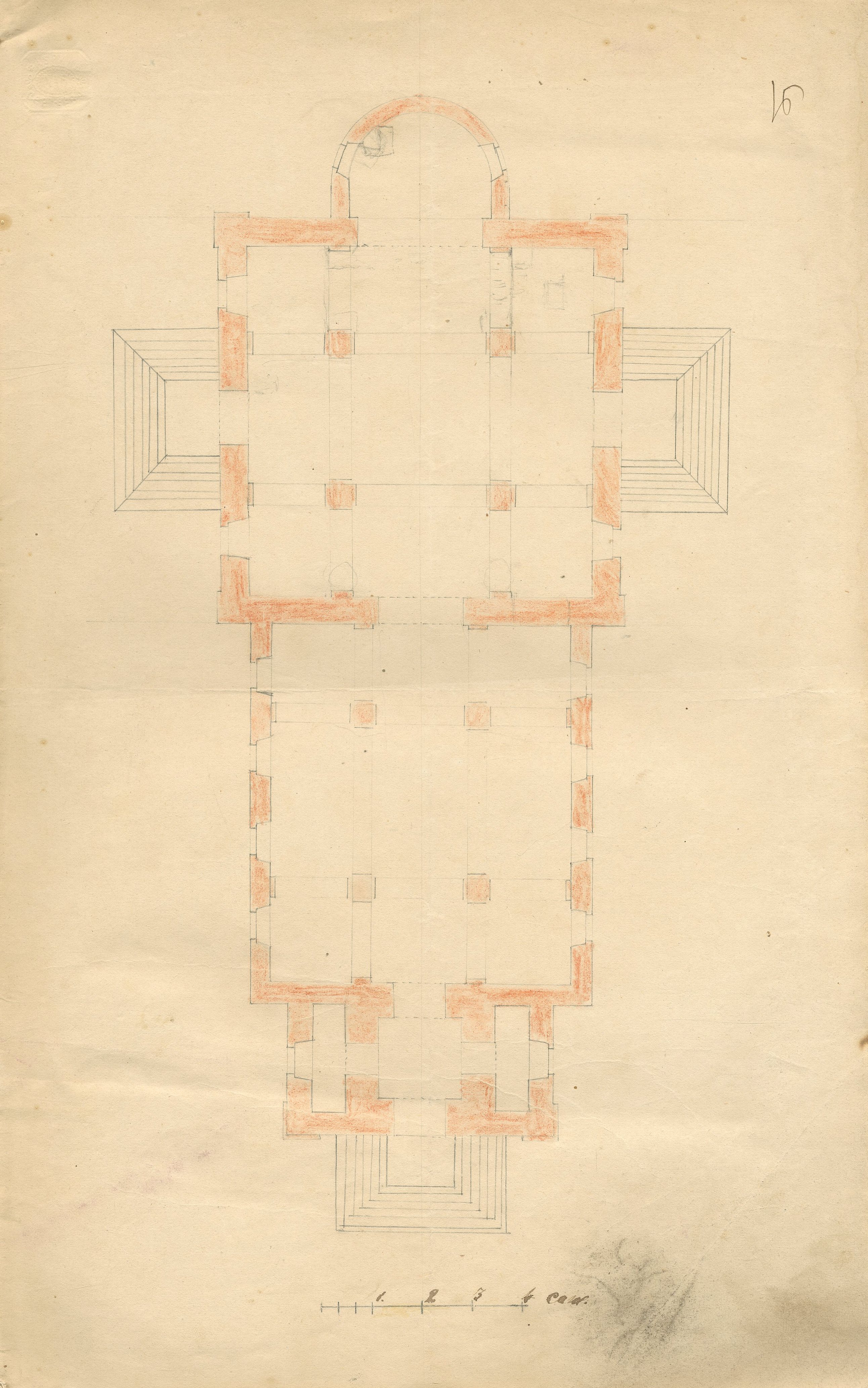
Строительный план храма.
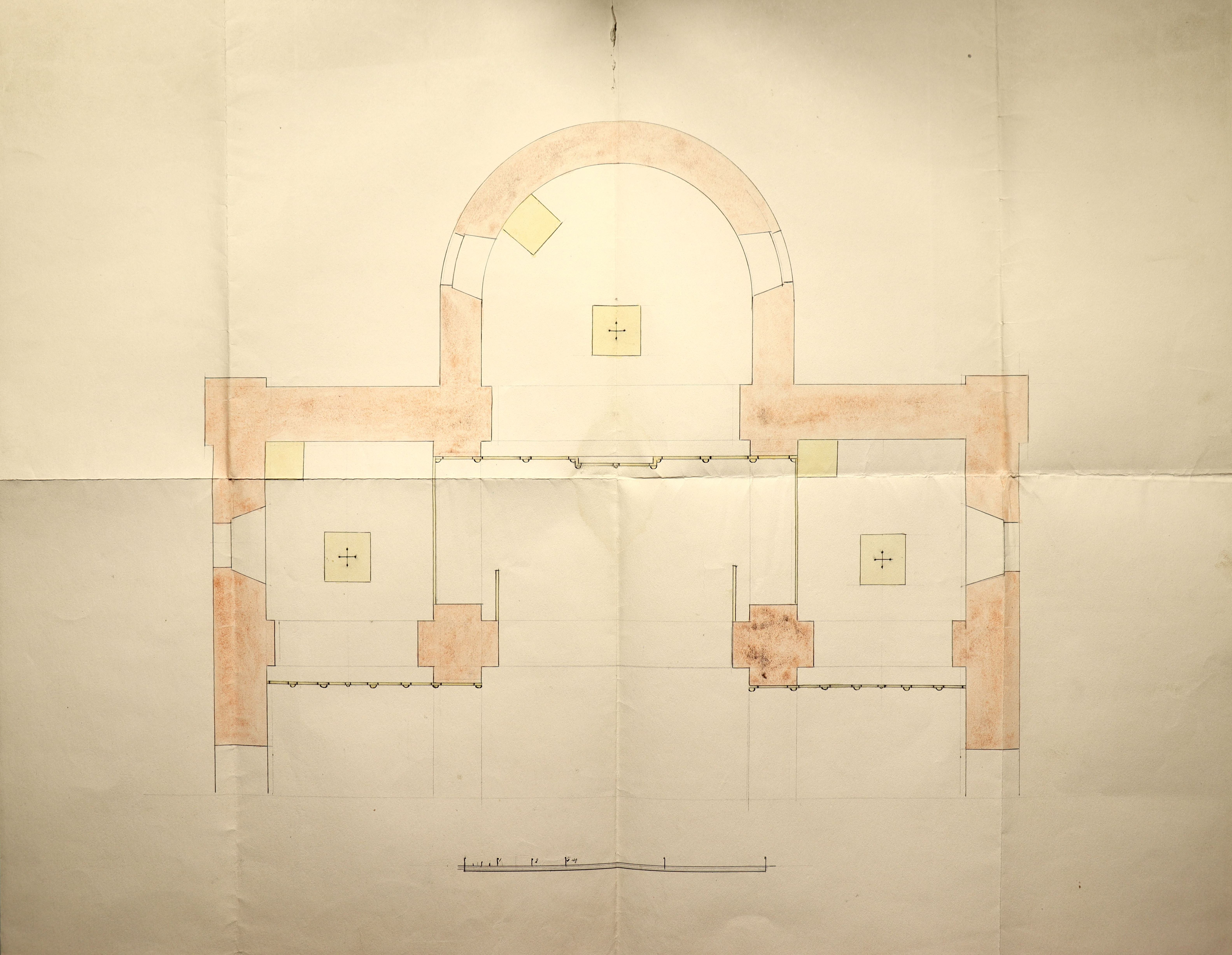
План расположения престолов Богоявленской церкви.